# Ортофосфорная кислота
Ортофо́сфорная кислота́ (фо́сфорная кислота́, химическая формула — H3PO4) — неорганическая кислота средней силы, отвечающая высшей степени окисления фосфора (+5).
При стандартных условиях представляет собой твёрдые бесцветные гигроскопичные кристаллы. Обычно ортофосфорной (или просто фосфорной) кислотой называют её 85%-й водный раствор, который представляет собой бесцветную сиропообразную жидкость без запаха. Растворима в этаноле и других растворителях.

## Физические свойства
В чистом виде при стандартных условиях фосфорная кислота представляет собой бесцветные кристаллы моноклинной сингонии. Температура плавления фосфорной кислоты составляет +42,35 ℃.
Твёрдая фосфорная кислота очень гигроскопична и быстро поглощает пары воды из влажного воздуха, после чего кристаллы расплываются из-за понижения температуры плавления образовавшейся смеси. Фосфорная кислота смешивается с водой во всех соотношениях, но коммерчески обычно доступна в трёх концентрациях:
- 75 % H3PO4 (т. пл. −20 ℃);
- 80 % H3PO4 (т. пл. 0 ℃);
- 85 % H3PO4 (т. пл. +20 ℃).

Из 85%-й фосфорной кислоты можно получить безводную при испарении воды в техническом вакууме при 80 ℃. Из концентрированных растворов она осаждается в виде гемигидрата H3PO4·0,5H2O.
В твёрдом состоянии и концентрированных растворах между молекулами фосфорной кислоты существуют водородные связи. При снижении концентрации кислоты до 40—50 % более устойчивой является водородная связь между фосфат-анионами и молекулами воды. Также в растворах фосфорная кислота обменивается атомами кислорода с водой.

## Химические свойства
Фосфорная кислота — трёхосновная кислота средней силы. В водных растворах она подвергается диссоциации по трём ступеням c константами диссоциации K1 = 7,1⋅10–3 (pKa1 2,12); K2 = 6,2⋅10–8 (pKa2 7,20); K3 = 5,0⋅10–13 (pKa3 12,32). Экзотермична только диссоциация по первой ступени; по второй и третьей ступени она эндотермична.
| {\displaystyle {\mathsf {H_{3}PO_{4(aq)}+H_{2}O_{(l)}\rightleftharpoons }}} {\displaystyle {\mathsf {H_{3}O_{(aq)}^{+}+H_{2}PO_{4(aq)}^{-}}}}  |
| {\displaystyle {\mathsf {H_{2}PO_{4(aq)}^{-}+H_{2}O_{(l)}\rightleftharpoons }}} {\displaystyle {\mathsf {H_{3}O_{(aq)}^{+}+HPO_{4(aq)}^{2-}}}} |
| {\displaystyle {\mathsf {HPO_{4(aq)}^{2-}+H_{2}O_{(l)}\rightleftharpoons }}} {\displaystyle {\mathsf {H_{3}O_{(aq)}^{+}+PO_{4(aq)}^{3-}}}}     |
В результате этого фосфорная кислота может образовывать как средние (фосфаты), так и кислые соли (гидрофосфаты и дигидрофосфаты).
Смесь моно- и дизамещенных ортофосфатов натрия используется как буферный раствор.
При нормальных условиях фосфорная кислота малоактивна и вступает в реакции только с карбонатами, гидроксидами и некоторыми металлами. Выше 80 ℃ фосфорная кислота реагирует также со многими оксидами, кремнезёмом и силикатами. Также фосфаты образуются в процессе фосфатирования, при помощи которого чёрные и цветные металлы покрывают защитной плёнкой для улучшения их характеристик.
Нагревание фосфорной кислоты приводит к отщеплению воды с образованием пирофосфорной кислоты и метафосфорной кислоты:
{\displaystyle {\ce {2H3PO4 ->[T] H2O + H4P2O7}}}
{\displaystyle {\ce {H4P2O7 ->[T] H2O + 2HPO3}}}
Отличительной реакцией ортофосфорной кислоты от других фосфорных кислот является реакция с нитратом серебра: при этом образуется жёлтый осадок, тогда как другие фосфорные кислоты дают белый осадок:
{\displaystyle {\ce {H3PO4 +3AgNO3 -> Ag3PO4 v + 3HNO3}}}
Качественная реакция на ион H2РО4− — образование ярко-жёлтого осадка молибденофосфата аммония при реакции кислоты с молибдатом аммония и азотной кислотой (выступающей в качестве среды):
{\displaystyle {\ce {H3PO4 + 12(NH4)2MoO4 + 21 HNO3 -> (NH4)3[PMo12O40]*6H2O v + 21NH4NO3 + 6H2O}}}
Концентрированная фосфорная кислота при действии на сухие соли может вытеснять даже сильные кислоты, ввиду того, что сама она нелетучая.
{\displaystyle {\ce {H3PO4 + 3NaCl -> 3HCl ^ + Na3PO4}}}
Реакция протекает при комнатной температуре, однако полностью протекает только при нагреве.
Концентрированная фосфорная кислота является водоотнимающим агентом, подобным серной кислоте, однако менее выраженным. Так, она может связывать воду в растворах, а горячая кислота может частично обугливать древесину.

## Получение
Впервые фосфорную кислоту из оксида фосфора(V) получил Роберт Бойль в 1694 году. Лабораторный метод получения заключается в окислении фосфора азотной кислотой:
{\displaystyle {\ce {3P + 5HNO3 + 2H2O -> 3H3PO4 + 5NO ^}}}

### Термический способ
В промышленности используют два основных способа получения фосфорной кислоты: термический и экстракционный. Термический способ заключается в сжигании фосфора до оксида фосфора(V) и реакции последнего с водой:
{\displaystyle {\ce {4P + 5O2 -> 2P2O5}}}
{\displaystyle {\ce {P2O5 + 3H2O -> 2H3PO4}}}
Технически этот процесс реализуется по-разному — в так называемом IG-процессе (от названия фирмы IG) обе реакции проводятся в одной реакционной колонне, в которой сверху сжатым воздухом или паром под давлением 1,5 МПа через сопло подаётся чистый фосфор, который сгорает при температуре >2000 ℃. Полученный оксид фосфора(V) поглощается водным раствором фосфорной кислоты, стекающим сверху по стенкам колонны, целиком покрывая их, что делается с целью растворения оксида фосфора(V), отведения теплоты из зоны реакции и защиты стенок колонны от пламени. Полученный более концентрированный раствор фосфорной кислоты собирается под колонной, пропускается через теплообменник и вновь подаётся в верхнюю часть колонны, откуда также стекает по стенкам. Материалом для установки по получению фосфорной кислоты служит нержавеющая сталь с низким содержанием углерода. При температуре до 100 ℃ она устойчива к концентрированной фосфорной кислоте.
Получаемая таким способом фосфорная кислота практически не содержит примесей соединений фосфора в низших степенях окисления (содержание фосфористой кислоты H3PO3 составляет всего 0,1 %). Однако её необходимо очистить от примесного мышьяка, который в небольших концентрациях содержится даже в очень чистом фосфоре. Очистка осуществляется путём воздействия сероводорода (для его получения в фосфорную кислоту вводят сульфид натрия) на соединения мышьяка с последующим осаждением сульфида мышьяка(V), который легко отделяется фильтрованием.
На этих реакциях основан также TVA-процесс (от Tennessee Valley Authority), однако сжигание фосфора и поглощение оксида фосфора(V) проводится отдельно. Фосфор и воздух подаются в стальную камеру сгорания с внешним охлаждением, после чего продукты сгорания через верхнюю часть камеры подпадают в камеру поглощения, где и образуется фосфорная кислота. В Хёхст-процессе (от названия фирмы Hoechst) сгорание и поглощение проводятся отдельно, однако он отличается тем, что теплота сгорания фосфора там используется для генерирования пара.

### Экстракционный способ
Экстракционный способ получения фосфорной кислоты заключается в обработке природных фосфатов неорганическими кислотами (в странах СНГ преимущественно хибинского апатитового концентрата и фосфоритов Каратау). Способ экстракции фосфорной кислоты из фосфатов серной кислотой был известен уже с середины 1880-х годов, однако широкое распространение он получил только после второй мировой войны из-за высокого спроса на минеральные удобрения.
Разложение сырья происходит по следующей схеме:
{\displaystyle {\ce {Ca5(PO4)3F + 5H2SO4 + 5xH2O -> 5CaSO4*xH2O + 3H3PO4 + HF}}}
Здесь параметр x принимает значения от 0,1 до 2,2.
Побочным продуктом этой реакции является сульфат кальция, который в зависимости от температуры и концентрации фосфорной кислоты может выпадать в виде дигидрата (CaSO4·2H2O) или гемигидрата (CaSO4·0,5H2O). По этому признаку экстракционные процессы получения фосфорной кислоты делят на дигидратные, гемигидратные и комбинированные (дигидратно-гемигидратный и гемигидратно-дигидратный). Существует также ангидритный метод (с осаждением безводного сульфата кальция), который, однако, в промышленности не используется, так как он связан с серьёзными коррозионными рисками.
Дигидратный процесс является классическим методом получения фосфорной кислоты. Его преимущества заключаются в относительно низкой температуре, благодаря чему удаётся избежать рисков коррозии. Кроме того, можно использовать различное фосфатное сырьё и перерабатывать его в больших количествах. Для начала сырьё измельчают до размера частиц меньше 150 мкм. Фосфат и серная кислота подаются в реактор по отдельности, чтобы образование слоя сульфата кальция на частицах не затрудняло дальнейшего разложения. Температура процесса составляет 70—80 ℃, а концентрация фосфорной кислоты в системе равна 28—31 % в пересчёте на P2O5. В этих условиях сульфат кальция образуется в виде дигидрата. Недостатком метода является то, что исходное сырьё необходимо перемалывать, а полученную фосфорную кислоту дополнительно концентрировать до 40—55 % и даже до 70 % P2O5.
Гемигидратный процесс был разработан для того, чтобы избежать необходимости концентрирования полученной фосфорной кислоты. Он проводится при более высокой температуре (80—100 ℃) — в условиях, когда более устойчивой формой является гемигидрат сульфата кальция. Фосфорная кислота при этом получается в концентрации 40—48 %.
Гемигидратно-дигидратный процесс разработан в Японии в связи с тем, что он позволяет получать практически чистый гипс, залежи которого в этой стране отсутствуют. Обработка сырья ведётся при высокой температуре, и образуется гемигидрат сульфата кальция, однако затем его перекристаллизовывают в дигидрат.

### Концентрирование и очистка
Для концентрирования фосфорной кислоты, полученной дигидратным процессом, используют вакуумное испарение, хотя на старых заводах до сих пор применяют погружное горение. Иногда используют последовательно несколько испарителей, так что пары с одного испарителя используются для нагрева раствора в следующем испарителе. Кроме того, при испарении воды из фосфорной кислоты также удаляется фтор в виде смеси SiF4 и HF. Так, при повышении концентрации фосфорной кислоты до 50 % P2O5 из неё удаляется 50—60 % фтора. Поскольку выбросы фтора регулируются законами, эти вещества направляют на производство кремнефтористоводородной кислоты H2SiF6.
Разнообразные неорганические примеси удаляют осаждением и экстракцией. Осаждать необходимо примеси мышьяка (в виде сульфида мышьяка), кадмия (в виде комплекса с эфирами дитиофосфорной кислоты), а также примеси катионных металлов (обработкой гидроксидом натрия). Экстракция основана на переводе фосфорной кислоты в органическую фазу и промывках водой, разбавленной фосфорной кислотой и растворами фосфатов. При этом удаляются как катионные, так и анионные примеси. Сама фосфорная кислота отделяется от растворителя перегонкой. В качестве растворителей используют бутанол-1, амиловый спирт, метилизобутилкетон, трибутилфосфат, диизопропиловый эфир и другие.

### Экономические и экологические аспекты
Мировая потребность в фосфорной кислоте по состоянию на 1989 год оценивается в 40,6 млн тонн в год в пересчёте на P2O5. Экстракционный способ производства является преобладающим (95 % от общего количества), поскольку он потребляет меньше энергии. Остальные 5 % производятся термическим способом. Основным производителем (и потребителем) экстракционной фосфорной кислоты являются США: их доля от общего производства фосфорной кислоты составляет 90 %.
В 1980-е годы произошло сокращение производства фосфорной кислоты из-за отказа от фосфорсодержащих детергентов и минеральных удобрений. Это было связано с загрязнением фосфатными удобрениями грунтовых вод и эвтрофикацией водоёмов.
Экстракционное производство фосфорной кислоты связано с образованием отвалов сульфата кальция: на одну тонну P2O5 производится 4,5—5,5 тонн загрязнённого сульфата кальция, который необходимо утилизировать. По состоянию на 2008 год существует три варианта:
- затопление в водоёмах (10 %);
- сваливание на суше (около 88 %);
- использование в качестве сырья[15].

При затоплении в водоёмах сульфат кальция быстро растворяется: его растворимость в морской воде составляет 3,5 г/л, а природное содержание — 1,6 г/л. Примеси оксида кремния и оксида алюминия остаются нерастворёнными. Загрязнение воды тяжёлыми металлами мало́ по сравнению с существующими концентрациями, однако загрязнение кадмием значительно.

## Применение
Используется при пайке в качестве флюса (по окисленной меди, по чёрному металлу, по нержавеющей стали), для исследований в области молекулярной биологии. Применяется также для удаления ржавчины с металлических поверхностей. Образует на обработанной поверхности защитную плёнку, предотвращая дальнейшую коррозию. Также применяется в составе фреонов, в промышленных морозильных установках как связующее вещество.

### Авиационная промышленность
В авиационной промышленности эфиры ортофосфорной кислоты используются в составе гидрожидкости НГЖ-5У.

### Пищевая промышленность
Ортофосфорная кислота зарегистрирована в качестве пищевой добавки E338. Применяется как регулятор кислотности в газированных напитках, например в Кока-Коле. По вкусу подслащённые слабые водные растворы ортофосфорной кислоты напоминают сок крыжовника.

### Сельское хозяйство
В звероводстве (в частности, при выращивании норок) используют выпойку раствором ортофосфорной кислоты для профилактики повышенного рН желудка и мочекаменной болезни.
Также её применяют в гидропонных системах для регулировки уровня pH питательного раствора.

### Стоматология
Ортофосфорная кислота применяется для протравливания (снятия смазанного слоя) эмали и дентина перед пломбированием зубов. При применении адгезивных материалов 2-го и 3-го поколений требуется протравливание эмали зуба кислотой с последующим промыванием и просушиванием. Кроме дополнительных временных затрат на проведение, данные этапы несут в себе опасность возникновения различных ошибок и осложнений.
При нанесении ортофосфорной кислоты сложно проконтролировать степень и глубину деминерализации дентина и эмали. Это приводит к тому, что нанесённый адгезив не полностью (не по всей глубине) заполняет открытые дентинные канальцы, а это в свою очередь не обеспечивает образование полноценного гибридного слоя.
Кроме того, не всегда удаётся полностью удалить ортофосфорную кислоту после её нанесения на дентин. Это зависит от того, каким способом сгущена фосфорная кислота. Остатки ортофосфорной кислоты ухудшают прочность связывания, а также приводят к образованию так называемой «кислотной мины».
С появлением адгезивных материалов 4-го и 5-го поколений стали использовать технику тотального протравливания (дентин — эмаль). В адгезивных системах 6-го и 7-го поколений отдельный этап протравливания кислотой отсутствует, так как адгезивы являются самопротравливающимися. Однако некоторые производители всё же рекомендуют для усиления адгезии кратковременно протравливать эмаль даже при использовании самопротравливающих адгезивов.

## Безопасность
Фосфорная кислота не оказывает специфического токсического действия. Системная токсичность низкая. Её растворы раздражают глаза, дыхательные пути и слизистые оболочки. При содержании кислоты в растворе >10 % она оказывает раздражающее действие, а выше 25 % — также коррозионное. При проглатывании большого количества фосфорной кислоты могут возникнуть тошнота, рвота, диарея, кровавая рвота и гиповолемический шок. Концентрированные растворы вызывают ожоги слизистой оболочки рта, пищевода и желудка. При попадании рекомендуется промыть кожу или промыть глаза тёплой водой или физиологическим раствором. При глотании фосфорной кислоты в качестве первой помощи необходимо поддерживать дыхание и внутривенно восполнять жидкость.
У добровольцев, получавших фосфорную кислоту перорально в количестве от 2 до 4 грамм на килограмм массы тела в день в течение 10 дней или 3,9 г/кг в день в течение 14 дней, не обнаружено негативных для метаболизма последствий. Допускается использовать 0,5—1 г/л фосфорной кислоты в напитках.

### Воздействие на кальций в костях
В Интернете и потребительских журналах опубликовано множество заявлений и исследований касательно вреда употребления напитков типа колы на минерализацию костной ткани. Большинство из приведённых исследований являются эпидемиологическими «опросниками» и не являются достоверными доказательствами причинно-следственной связи между потреблением фосфорной кислоты в регламентируемых количествах в напитках и риском развития остеопороза, почечнокаменной болезни и прочих заболеваний.
Фосфорная кислота, используемая во многих безалкогольных напитках (в первую очередь в коле), была связана с более низкой плотностью костной ткани в большом числе эпидемиологических исследований. Например, исследование с использованием двухэнергетической рентгеновской абсорбциометрии, даёт спорные доказательства в поддержку теории о том, что употребление колы приводит к снижению плотности костной ткани. Это исследование было опубликовано в Американском журнале клинического питания. В период с 1996 по 2001 год было обследовано в общей сложности 1672 женщины и 1148 мужчин. Информация о питании была собрана с помощью опросов о частоте употребления пищи, количестве порций колы и других газированных напитков в день, а также проводилось различие между напитками, не содержащими кофеина и диетическими газированными напитками. В статье приводятся статистически значимые доказательства того, что женщины, ежедневно употребляющие колу, имеют более низкую плотность костной ткани. Поскольку авторы исследования использовали метод опроса, не контролировались прочие факторы риска, которые, вероятно, во многом повлияли на снижение плотности костной ткани, например, малоподвижный образ жизни и, в целом, низкое потребление кальция из прочих жидкостей и продуктов питания. Авторы исследования уточнили, что для подтверждения полученных результатов необходимы дальнейшие исследования.
С другой стороны, исследование, финансируемое Pepsi, предполагает, что низкое потребление фосфора приводит к снижению плотности костной ткани. В исследовании не изучается действие фосфорной кислоты, которая связывается с магнием и кальцием в пищеварительном тракте с образованием солей, которые не всасываются, а, скорее, изучается общее потребление фосфора.
Однако контролируемое рандомизируемое клиническое исследование, проведённое с использованием методов баланса кальция, не выявило влияния газированных безалкогольных напитков, содержащих фосфорную кислоту, на выведение кальция. В исследовании сравнивалось влияние воды, молока и различных безалкогольных напитков (два напитка с кофеином и два без; два с фосфорной кислотой и два с лимонной кислотой) на баланс кальция у женщин в возрасте от 20 до 40 лет, которые обычно употребляли около трёх или более чашек (680 мл) газированного безалкогольного напитка в день. Они обнаружили, что по сравнению с водой только молоко и два безалкогольных напитка, содержащих кофеин, увеличивали содержание кальция в моче, и что потеря кальция, связанная с потреблением безалкогольных напитков с кофеином, была примерно равна той, которая была ранее обнаружена только для кофеина. Фосфорная кислота без кофеина не оказывала влияния на кальций в моче и не увеличивала потерю кальция в моче, связанную с кофеином. Поскольку исследования показали, что эффект кофеина компенсируется снижением потерь кальция в течение дня, авторы пришли к выводу, что чистый эффект газированных напитков, в том числе содержащих кофеин и ортофосфорную кислоту, незначителен и что скелетные эффекты потребления газированных безалкогольных напитков, вероятно, обусловлены главным образом вытеснением молока, а не влиянием фосфорной кислоты.
Другие химические вещества, такие как кофеин (также являющийся важным компонентом популярных распространённых напитков типа кола), также подозревались в качестве возможных факторов, способствующих низкой плотности костной ткани, из-за известного влияния кофеина на кальциурию. Так, ещё одно исследование, опубликованное в Американском журнале клинического питания, в котором приняли участие 30 женщин в течение недели, предполагает, что ортофосфорная кислота в тех количествах, что содержится в коле, не оказывает вредного воздействия на здоровье человека, а кофеин оказывает лишь временный эффект, который позже отменяется. Авторы этого исследования пришли к выводу, что скелетные эффекты потребления газированных напитков, вероятно, обусловлены главным образом вытеснением молока, аналогично предыдущему исследованию. Другим возможным сбивающим с толку фактором может быть связь между высоким потреблением безалкогольных напитков и малоподвижным и, в целом, нездоровым образом жизни.
Европейское агентство по безопасности продуктов питания (EFSA) в 2019 году изменило дозировки пищевых добавок, являющиеся источником фосфора с учётом потребления фосфорной кислоты из газированных напитков. По мнению EFSA, «предполагаемое общее потребление фосфатов с пищевыми продуктами может превышать безопасный уровень … EFSA пересмотрела допустимое суточное потребление (ДСП) для всей группы фосфатов, являющиеся источником фосфора … Группа экспертов пришла к выводу, что, с учётом изменения уровня ДСП, потребление фосфора в размере 40 мг/кг массы тела в день из продуктов питания и безалкогольных напитков является защитным для популяции».
Объединённый экспертный комитет ФАО/ВОЗ по пищевым добавкам (JECFA) в 1982 году счёл группу фосфатов (E338—341, E343, E450—452) безопасными пищевыми добавками при условии употребления не более 70 мг/кг массы тела. Согласно мнению экспертов Управления по санитарному надзору за качеством пищевых продуктов и медикаментов (FDA), фосфорная кислота имеет статус «общепризнанно как безопасно» (GRAS), что означает, что у экспертов FDA единогласное мнение о безопасности вещества при использовании фосфорной кислоты по назначению.